# Charles Lebègue
Charles Felicien Lebègue (3 november 1871) was een Belgisch schutter.

## Levensloop
Lebègue nam deel aan de Olympische Zomerspelen van 1900 te Parijs. In het onderdeel 'pistool, 50 meter' werd hij voorlaatste (19e) in het eindklassement. Met het Belgisch team (voorts bestaande uit Alban Rooman, Émile Thèves, Victor Robert en Pierre Eichhorn) werd hij in dit onderdeel laatste van de vier deelnemende teams.